# HD 181342 b
HD 181342 b — экзопланета, вращающаяся вокруг жёлтого карлика HD 181342 и находящаяся на расстоянии приблизительно 361 светового года в созвездии Стрельца.